# Windows Live
Windows Live — линейка интернет-сервисов и программ, разрабатывавшаяся и поддерживавшаяся Microsoft с 2005 по 2012 год. Большинством изначальных сервисов этой линейки стали некоторые сервисы MSN, среди которых: почтовый клиент Windows Live Hotmail, сервис ведения блогов Windows Live Spaces и мессенджер Windows Live Messenger. К линейке также относился антивирус Windows Live OneCare и ряд программ, названных Основными компонентами Windows Live. Некоторые бывшие сервисы Windows Live до сих пор функционируют под другими названиями, в их числе OneDrive и Outlook.com.

## История
Ещё до выхода Windows Live Microsoft предлагала пользователям целый ряд интернет-сервисов под своим брендом MSN, запущенным в 1995 году. В начале 2005 года, когда компания во всю занималась разработкой своей следующей операционной системы — Windows Vista —, перед ней встал вопрос об интеграции Windows с интернет-сервисами и мобильными телефонами. Среди пользователей сервисов от Microsoft также наметился запрос на интеграцию MSN и Windows. Компания, по словам её тогдашнего директора по глобальным продажам и PR-маркетингу Адама Сона, в течение целого года проводила опрос среди пользователей сервисов MSN и выявила большую проблему в их совместимости с Windows: из-за несвязанной разработки этих продуктов опыт взаимодействия каждого сервиса MSN резко отличался от других и от такового в Windows, а интеграция сервисов с операционной системой была крайне слабой.
В конце 2005 года для решения этой проблемы отдел Microsoft по разработке сервисов MSN был включён в состав отдела по разработке Windows. Для большего коммерческого успеха было решено назвать будущую линейку сервисов «Windows Live». Идея для такого названия была взята с запущенного в 2001 году сервиса Xbox Live, который позволял геймерам играть на консолях Xbox по сети. Отсюда и слово «live», обозначающее «живой», «происходящий в реальном времени». Руководство Microsoft посчитало, что применение такого же названия к сервисам для Windows привлечёт большее внимание пользователей к ним. 1 ноября 2005 года глава Microsoft Билл Гейтс и её главный архитектор программного обеспечения Рэй Оззи представили первые десять сервисов Windows Live, работа которых стартовала в январе 2006 года. Среди первых сервисов были запущены заглавная страница Live.com, почтовый клиент Windows Live Mail, сайт объявлений Windows Live Expo, мессенджер Windows Live Messenger, онлайн-антивирус Windows Live Safety Center и антивирусная программа Windows Live OneCare.